# Dairis Adamaitis
Dairis Adamaitis (ur. 4 marca 1989 w Dobele) – łotewski wioślarz.

## Osiągnięcia
- Mistrzostwa Świata Juniorów – Pekin 2007 – czwórka podwójna – 3. miejsce[1].
- Mistrzostwa Świata U-23 – Račice 2009 – jedynka – 10. miejsce[1].
- Mistrzostwa Europy – Brześć 2009 – jedynka – 11. miejsce[1].